# Тульський збройовий завод
Тульський збройовий завод — найстаріше (засноване в 1712 році) російське підприємство оборонної промисловості, розташоване в м. Тула, одне з найвідоміших промислових підприємств Тульської області і всієї Росії. Входить до складу холдингової компанії «НПО „Высокоточные комплексы“» російської державної компанії «Ростех».
Також випускає мисливську та спортивну стрілецьку зброю для цивільного ринку.

## Історія

### Історія заводу до 1712 року
В 1595 році по наказу царя Федора I Івановича в Тулу, по їхньому проханню, були переселені 30 сімей деділівських ковалів, які мали досвід виготовлення саморобної зброї (самопалів). Для них на правому березі р. Упи розмістили ковальську слободу і поставили збройний двір, куди вони здавали виготовлену зброю і купували необхідні матеріали. Вони були зобов'язані постачати в казну пищалі, за що їм були надані особливі права. Число зброярів поступово росло і вони почали організовувати окремі збройові громади цехи, які виготовляли ту чи іншу зброю чи деталі до них.
В 1632 році голландський купець Андреас Вініус отримавши від царя Михайла Федоровича грамоту, заснував поблизу Тули завод по виготовленню заліза для виготовлення ядер і гармат. Невдовзі, в 1652 році, також поблизу Тули, біля села Ченцово голландцями Акемой і Марселісом був побудований інший завод — для виробництва різної зброї. Засновники цих заводів виписали з-закордону ливарників, молотобойців, зброярів й інших спеціалістів кількості до 600 осіб. За право будівництва заводів Вініус, Акема і Марселіс зобов'язувались навчати місцевих майстрів, в тому числі — і тульських зброярів.
Тульських зброярів в 1700 році нараховувалось уже понад 1 000 осіб. Зброярі частково виготовляли зброю у себе вдома, частково в невеликих майстернях, які були організовані окремими цехами. Крім зроярства вони займались й іншими ремеслами (таким чином в Тулі виникли відомі самоварні фабрики і заводи залізних виробів).
В 1695 році російським ковалем Микитою Демидовим був заснований приватний збройний завод. В 1705 році був заснований перший «Державний збройний двір», де було зібрано для роботи понад 800 осіб.

### Історія заводу до початку ХХ століття
В 1712 році іменним наказом Петра І була заснована державна збройна фабрика, яка і стала сучасним Тульським збройним заводом. Фабрика почала роботу в 1714 році, а 1720 році на заводі вже працювало близько 1200 зброярів.

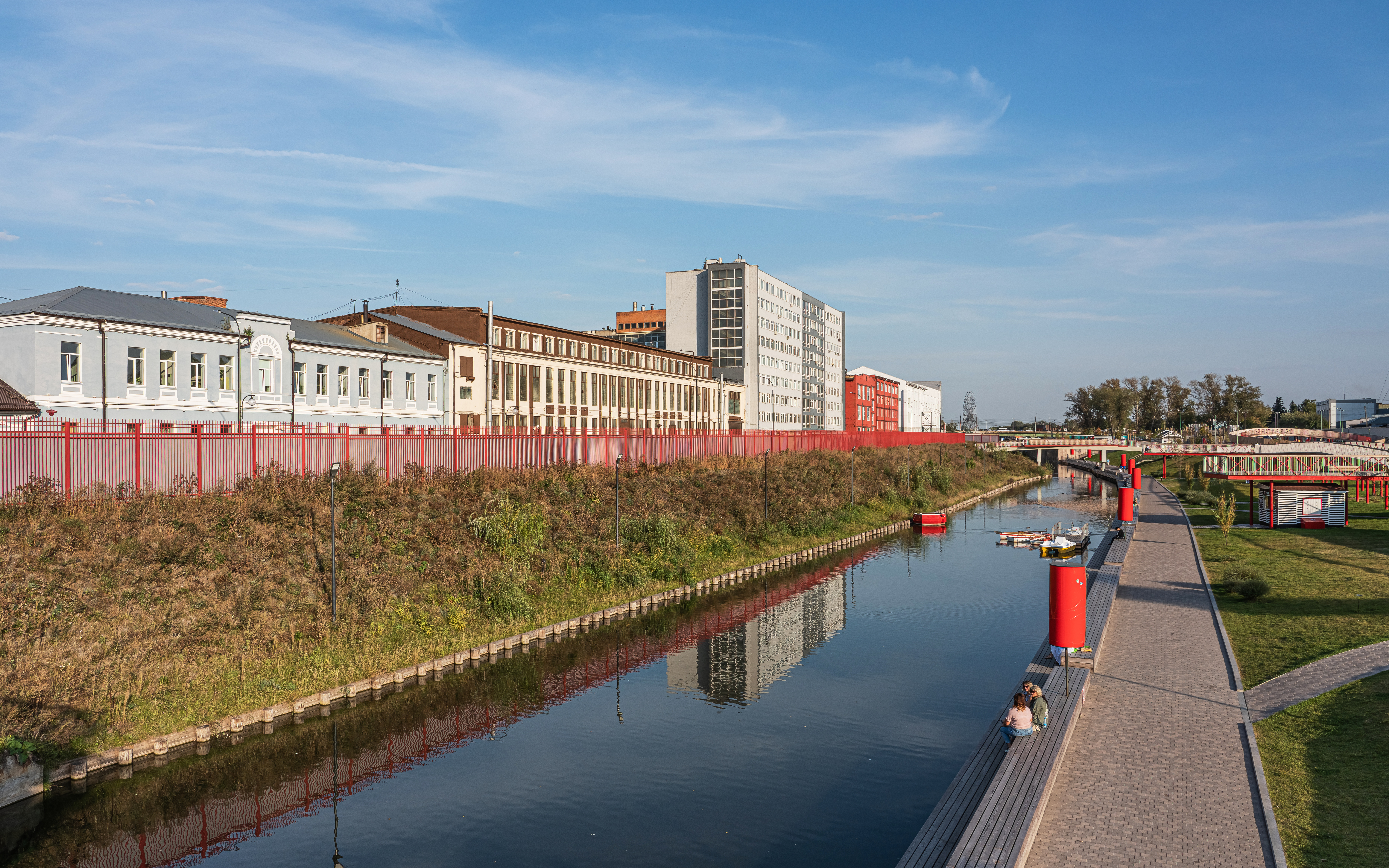
Будівля заводу

Спочатку, Тульський завод виробляв виключно військову зброю для потреб Російської армії. Уже в 1720 році кількість випущених тут рушниць досягла 22 тисяч.
В 1812 році, під час франко-російської війни уряд зобов'язав тульських зброярів здавати 13 000 рушниць, з яких 7 000 мали бути зроблені на заводі, 3 000 — вільними майстрами і ще 3 000 мали бути ремонтовані й перероблені.
З 1875 року, відразу після закінчення Михайлівської артилерійської академії, на Тульському заводі почав працювати Сергій Іванович Мосін. В 1880 році він був призначений начальником інструментальної майстерні. В 1891 році був затверджений варіант гвинтівки, яка потім отримала назву гвинтівка Мосіна-Нагана. В 1892 році на Тульському збройному заводі почалось виробництво гвинтівок цієї системи. Масове виробництво почалося в 1893 році. В 1907 році на заводі було налагоджено виробництво кулеметів Максима.
За наказом імператора Олександра ІІ від 13 вересня 1875 року Тульському заводу було присвоєно найменування «Імператорський Тульський збройний завод Головного артилерійського управління». 28 лютого 1912 року, у день відзначення 200-літнього ювілею Імператорського Тульського заводу, йому була присвоєна назва «Тульський Імператора Петра Великого збройний завод».

### Історія заводу з початку ХХ століття
На початку ХХ століття на Тульському заводі вироблялась наступна кількість зброї:
| Рік  | Гвинтівки | Револьвери | Кулемети | Кулеметні станки | Підривачі |
| ---- | --------- | ---------- | -------- | ---------------- | --------- |
| 1900 | 150 000   | 53 200     |          |                  |           |
| 1901 | 80 000    | 54 500     |          |                  |           |
| 1902 | 55 000    | 53 500     |          |                  |           |
| 1903 | 25 000    | 6 700      |          |                  |           |
| 1904 | 80 700    | 36 400     |          |                  |           |
| 1905 | 133 100   | 62 900     |          |                  |           |
| 1906 | 95 200    | 62 900     | 145      |                  |           |
| 1907 | 47 400    | 13 900     | 530      |                  |           |
| 1908 | 24 100    | 25 100     | 910      |                  |           |
| 1909 | 37 000    | 34 200     | 380      |                  |           |
| 1910 | 24 000    | 16 600     | 700      | 430              |           |
| 1911 | 11 600    | 30 300     | 590      | 200              |           |
| 1912 | 12 700    | 51 700     | 980      | 510              |           |
| 1913 | 12 860    | 87 200     | 913      | 490              |           |
| 1914 | 259 000   | 76 000     | 1 300    | 800              | 277 000   |
| 1915 | 352 500   | 131 900    | 4 300    | 2 500            | 459 000   |
| 1916 | 648 800   | 180 700    | 11 100   | 8 000            | 677 400   |
| 1917 | 506 700   | 86 200     | 11 400   | 5 000            | 495 400   |

Найбільшу кількість зброї завод виготовляв під час воєн (Російсько-японської війни, Першої світової війни, Громадянської війни, Другої світової війни тощо). Пізніше на заводі почали виготовляти холодну зброю, а згодом — мисливську і спортивну.
У 1927 році на Тульському збройному заводі було побудоване Конструкторське бюро приладобудування, яке згодом було виділене зі складу заводу.
Під час німецько-радянської війни на заводі випускались самозарядні гвинтівки Токарєва, авіаційна гармата ШВАК, крупнокаліберний універсальний кулемет Березина, револьвер системи Нагана і пістолет ТТ.
В 1946 році при заводі було створене Тульське конструкторське бюро спортивної і мисливської зброї, а з 1950 року бюро стало самостійним підприємством.